# 违反自然？
違反自然？是一項於2006至2007年在挪威奧斯陸大學之奧斯陸大學自然史博物館舉行的關於動物界的同性性行為展覽。
本次展覽展出物包含已知有同性性行為的物種的實體、模型、標本、文本和圖片，目前已觀察到超過1500種物種有同性性行為，本次展覽僅展出一小部分，其中展示南露脊鯨和長頸鹿的同性交配狀態。博物館闡述展覽目的為「揭開人類同性戀的面紗......希望拒絕一切同性戀非自然或有罪的論點」。展覽大部分的展示物為Bruce Bagemihl和Joan Roughgarden的成果。
本次展覽是由挪威檔案館、圖書館和博物館管理局（Norwegian Archive, Library and Museum Authority，ABM）發起的，作為檔案館、圖書館和博物館爭議性和禁忌話題研究和展覽的一部分。本次展覽直接挑戰這部分，並獲得挪威檔案館、圖書館和博物館管理局的經費補助。
展期自2006年10月12日至2007年8月19日。並普遍受到好評，博物館的主要訪客為家庭。展覽後續於卑爾根、特隆赫姆、馬斯垂克、熱那亞、斯德哥爾摩展出，其中2008年11月8日至2009年5月3日於斯德哥爾摩的展覽名為「彩虹動物」（Rainbow Animals）。

## 外部連結
- Natural History Museum at the University of Oslo （页面存档备份，存于）